# Csiszár István
Csiszár István (Miskolc, 1978. június 19. –) magyar színész, énekes. 

## Életpályája
1998-1999 között a Miskolci Nemzeti Színház stúdiósa volt. 1999-2001 között a Toldy Mária Stúdióban tanult. Később a Hamburgi Művészeti Iskola növendéke volt, ahol 2005-ben végzett.
2010-ben szerepelt az RTL Klubon futó X Faktor című zenei tehetségkutató versenyben.
A 2021-es Sztárban sztár leszek! nyertese. 2021-től szerepel a Madách Színház előadásaiban.

### Családja
Feleségével és kislányával Monoron élnek.

## Fontosabb színházi szerepei
- Kristen Anderson-Lopez & Robert Lopez - Jennifer Lee: Jégvarázs – Oaken, Püspök (Madách Színház, 2025)
- Schönberg – Boublil: A nyomorultak – Javert (Madách Színház, 2024)
- David Yazbek – Robert Horn: Aranyoskám – Max (Madách Színház, 2022)
- Webber – Rice: József és a színes szélesvásznú álomkabát – Fáraó (Madách Színház, 2021)
- Lévay Szilveszter – Michael Kunze: Elisabeth – Halál[5] (Győri Nemzeti Színház, 2019)
- Szörényi Levente – Bródy János: István, a király  – Torda / Koppány (Győri Nemzeti Színház, 2018)
- Menken – Ashman – Rice: A Szépség és a Szörnyeteg – Szörnyeteg
- Jacobs – Casey: Grease – Kenickie (Bánfalvy Stúdió)
- Webber – Rice: Evita(wd) – Che/Magaldi
- Webber – Rice: Jézus Krisztus szupersztár – Júdás
- Rock-ritmusban – Bernsteintől Webberig
- Larson: Rent – Mark
- Szörényi – Bródy: István, a király – István
- Schwarz – Tebelak: Godspel – Jézus
- Presser – Sztevanovity – Horváth: A padlás – Rádiós